# La Ville oubliée du Père Noël
Pour plus de détails, voir Fiche technique et Distribution.
La Ville oubliée du Père Noël ou Noël au village oublié (The Town Santa Forgot) est un téléfilm de Noël d'animation américain pour la jeunesse de 22 minutes produit par William Hanna et Joseph Barbera et diffusé le 3 décembre 1993 sur NBC.
Il est adapté du poème Jeremy Creek de Charmaine Severson.
Le film met en scène Jeremy Creek qui est un petit garçon très gâté qui exige que ses parents lui offrent tous les jouets qu'il désire. Un beau jour, ils décident tout de même de ne plus céder à ses caprices et de ne plus rien lui acheter. Très déçu, le garçonnet rédige une liste de souhaits qu'il envoie au Père Noël. Lorsque celui-ci la reçoit, il pense qu'il ne peut s'agir des souhaits d'un seul enfant, mais bien de ceux de tous les enfants d'une ville nommée Jeremy Creek. Noël ne sera alors plus jamais pareil pour Jeremy qui apprendra qu'offrir sans rien attendre en retour est le plus beau des cadeaux.

## Synopsis
La veille de Noël, deux jeunes enfants anxieux attendent avec impatience l’arrivée du Père Noël et les cadeaux qu’ils recevront. Constatant cela, leur grand-père décide de leur raconter une histoire dans l'intention de leur transmettre la vraie nature des fêtes de Noël.
L’histoire évoque la vie d’un enfant de cinq ans nommé Jeremy Creek, qui est excessivement gâté par ses parents, et qui se jette dans des crises de colère destructrices et violentes lorsque ses demandes ne sont pas satisfaites. Après que ses parents ont décidé de tenir bon en refusant d'acheter de nouveaux jouets à leur fils, Jeremy, furieux, décide en plein mois de juin de contacter la seule personne qui possède plus de jouets que lui dans le monde : le Père Noël. Il décide donc de lui écrire une longue et exigeante liste de souhaits composé de tous les cadeaux qu’il ne possède pas encore. Cependant, lorsque le Père Noël reçoit cette immense liste, il suppose qu’elle a été écrite par et pour plusieurs personnes. En cherchant sur sa carte, il découvre une ville marécageuse appauvrie, qui, par coïncidence, est nommée « Jeremy Creek » ; il se rend alors compte qu’il n’y a jamais livré de cadeaux jusqu'alors et que les enfants de ce village ne croient sans doute pas en lui. Il est bien décidé à se rattraper en livrant tous les cadeaux demandés sur cette liste. 
La nuit de Noël, perché sur ton toit, Jeremy aperçoit le traineau de Père Noël qui passe de maison en maison mais ce dernier ne fait pas d'arrêt chez lui. 
Le matin de Noël, Jeremy découvre qu’il n’y a pas de cadeaux pour lui sous son sapin de Noël. Très déçu, il est attiré par le journal télévisé que ses parents regardent et qui évoque la joie des enfants pauvres de la ville appelée Jeremy Creek qui ont reçu d'innombrables cadeaux du Père Noël, sans avoir rien demandé. Jeremy se rend alors compte que c'est là où tous ses cadeaux sont allés. Étonnamment, Jeremy lui-même est touché par la joie apportée aux moins fortunés, dont il est lui-même responsable par inadvertance, et il se rend soudainement compte du vrai sens de Noël. 
Le Père Noël rend également visite à Jeremy pour s’excuser de cette erreur, et lui offre ainsi la possibilité de l’aider à offrir des cadeaux chaque veille de Noël. Jeremy est d’accord, il devient très généreux en donnant beaucoup de ses propres jouets, et continue d’aider le Père Noël chaque année, jusqu’à ce qu'il soit devenu trop grand pour monter dans le traîneau.
Le grand-père conclut l’histoire en expliquant que le Père Noël choisit de nouveaux assistants comme Jeremy très régulièrement. Ses petits-enfants, prenant l’histoire à cœur, ne sont plus aussi impatients à l'idée de recevoir des jouets. Les deux petits-enfants se demandent si l’un d’eux pourrait être l’assistant du Père Noël, tandis que le grand-père dit que ça pourrait aussi être lui, alors que le nom sur sa boîte aux lettres révèle qu’il est lui-même Jeremy Creek.

## Fiche technique
- Titre original : The Town Santa Forgot
- Titre français : La Ville oubliée du Père Noël
- Autre titre francophone : Noël au village oublié
- Réalisation : Robert Alvarez
- Scénario : Charmaine Severson, d'après le poème Jeremy Creek, Glenn Leopold
- Production : David Kirschner, Davis Doi
- Sociétés de production : Hanna-Barbera Productions, Wang Film Productions
- Société de distribution : Turner Entertainment
- Musique : John Debney
- Pays d'origine :  États-Unis
- Langue originale : anglais
- Format : couleur
- Genre : téléfilm d'animation
- Durée : 22 minutes
- Dates de première diffusion :
  - États-Unis : 3 décembre 1993 sur NBC
  - France : 26 décembre 1995 sur France 3

## Distribution

### Voix originales
- Dick Van Dyke : Narrateur / Jeremy Creek (âgé)
- Miko Hughes : Jeremy Creek (jeune)
- Hal Smith : Père Noël
- Troy Davidson : petit-fils
- Ashley Johnson : petite-fille
- Melinda Peterson : Holly Creek
- Philip Proctor : Junior Creek
- Neil Ross : Poup l'Elfe
- Betty Jean Ward : une voisine
- Paul Williams : Pomp l'Elfe

## Diffusions françaises
En France, le téléfilm a été diffusé pour la première fois sur France 3 le 26 décembre 1995 dans l'émission Bonjour Babar.
Ce dessin-animé a ensuite été régulièrement diffusé sur Cartoon Network lors des fêtes de Noël, sous le titre La Ville oubliée du père Noël. 
Il fut diffusé dans les émissions :
- La Hotte à Cartoon de 1999 à 2004
- Mission Père Noël en 2005
- Un Ticket pour Noël en 2006
- Cartoon Maboule en 2007 et 2008

En 2009, il est diffusé sur Boomerang de nouveau sous le titre Noël au village oublié.